# 擬金茅
擬金茅（学名：Eulaliopsis binata），又稱龍鬚草，为禾本科擬金茅屬下的一种多年生宿根性草本，生長於中國南部及東南亞地區。它可用來造紙，也可用來保持水土，防治荒山坡地水土流失。

## 扩展阅读
- 維基物種上的相關：擬金茅